# Vighignolo
Vighignolo (Vighignoeu in dialetto milanese, AFI: [viɡiˈɲøː]) è una frazione del comune di Settimo Milanese in provincia di Milano, posta a nord del centro abitato, verso Cornaredo.
La chiesa parrocchiale locale ospita una copia di una preziosa scultura denominata "Trittico di Vighignolo", venduta nel tempo dalla parrocchia al Museo del Castello Sforzesco di Milano.

## Origini del nome
Rispetto a molti altri paesi della zona, il nome di Vighignolo è attestato in epoca tarda. Secondo gli studiosi questo sarebbe riconducibile al termine latino viganum che designava le proprietà collettive degli abitanti del comune che erano gestite dai capifamiglia locali.

## Storia

### Dalle origini al Cinquecento
Vighignolo fu un antico comune del Milanese il quale, pur vantando una tradizionale comunanza storica con la vicina città di Settimo Milanese di cui è oggi frazione, dispone di un percorso storico personale di più lunga data. Secondo un anonimo storico, infatti, il 27 gennaio dell'anno 949 re Lotario II d'Italia, donò a Mirano Meraviglia, capostipite della nobile casata milanese, il paese di Vighignolo, dove la dinastia si insediò.
Fin dal Cinquecento, il paese fu sede di parrocchia e grazie alla prima opera di catasto voluta dall'imperatore Carlo V sappiamo che il paese contava all'epoca 21 nuclei famigliari e che era retto da un console.

### Il Seicento
Il 22 ottobre 1604 il borgo di Vighignolo venne visitato dal cardinale Federico Borromeo il quale annotò nelle memorie del suo viaggio che il borgo aveva 160 abitanti in tutto con un'osteria, ma con un notevole tasso di criminalità che si annidava ogni notte presso il porticato della locale chiesa di San Sebastiano. Il curato, frate Antonio Cattaneo di Gallarate, raccolse poi l'invito dell'arcivescovo a sospendere la fiera di San Sebastiano, incontrando ad ogni modo l'opposizione cittadina. Con la peste manzoniana del 1630, a Vighignolo venne ricavato un lazzaretto provvisorio presso un campo non lontano dalla chiesa di San Sebastiano, senza ad ogni modo l'erezione di strutture stabili.
Nel 1685, dagli atti della visita pastorale dell'arcivescovo Federico Visconti, venne rilevato che Vighignolo contava in tutto 179 abitanti.

### L'infeudazione
La situazione per l'abitato di Vighignolo cambierà drasticamente a partire dalla data del 27 aprile 1738 quando il conte Cristiano Stampa di Montecastello, già proprietario terriero in paese, riuscì ad acquistare il titolo di conte di Vighignolo, il quale si recherà in paese poco dopo per il giuramento presso il console locale. Il paese contava allora 39 "fuochi" (famiglie), ma esso era stato privato della storica osteria che rappresentava un punto fisso per l'economia del paese. Tra i primi atti del nuovo feudatario vi fu proprio la riapertura a sue spese del locale, atto per cui ricevette anche il plauso del parroco don Giulio Oldrini che viene descritto dai contemporanei come "uomo dotato di una discreta cultura".
Quando il 1º settembre 1748 il conte Stampa morì senza eredi, il feudo venne incamerato nuovamente dallo Stato di Milano che poco dopo assegnò unicamente il titolo di conte di Vighignolo al nobile Giulio Padulli, vendendo invece le proprietà terriere degli Stampa in loco al finanziere Pietro Venino che, tra le altre cose, erigerà in paese una sua residenza di campagna.
In base al censimento voluto nel 1771 dall'imperatrice Maria Teresa, invece, apprendiamo che Vighignolo contava in tutto 319 anime.

### Dal periodo napoleonico all'Unità d'Italia
Alla proclamazione del Regno d'Italia nel 1805 risultava avere 252 abitanti, essendosi quindi spopolata.
Nel 1809 fu soppresso con regio decreto di Napoleone ed annesso per la prima volta a Settimo.
Nel frattempo, nel 1828, morì senza eredi il conte Antonio Meraviglia, ultimo erede della casata locale, il quale vendette tutte le restanti proprietà della sua casta a Vighignolo che vennero acquisite dagli esponenti della borghesia locale come i Locatelli e gli Airaghi.
Il Comune di Vighignolo venne ripristinato con il ritorno degli austriaci, che tuttavia tornarono sui loro passi nel 1841, stabilendo la definitiva unione comunale con Settimo. L'anno successivo, con la morte di don Cesare Meraviglia, terminò ufficialmente il diritto della sua famiglia di nominare il parroco di Vighignolo, diritto che tornò agli arcivescovi di Milano.

### Dalla fine del XIX secolo ai giorni nostri
Nell'Ottocento, a Vighignolo venne aperta una fornace per la fabbricazione di mattoni che segnò inesorabilmente il passaggio dall'economia basata sull'agricoltura a quella industriale anche per il borgo.
Durante la prima guerra mondiale, Vighignolo ebbe 14 caduti e nel 1919, con le prime elezioni politiche tenutesi a suffragio universale maschile, la vittoria locale passò al partito socialista.
Con l'avvento del fascismo, il 21 aprile 1924 viene segnalata dai giornali la notizia che alcuni squadristi fascisti fecero dei danni in paese, incendiando la sede del circolo familiare locale gestito dai socialisti oltre ad alcune stalle di proprietà della famiglia Airaghi. Con la vittoria dei fascisti alle elezioni tenutesi poco dopo, il paese mutò il proprio nome in Vighignolo Venino in onore del conte senatore Pier Gaetano Venino.
Durante la seconda guerra mondiale ed i rastrellamenti compiuti dai tedeschi, Vighignolo vide la caduta di tre partigiani.

## Monumenti e luoghi d'interesse

### Architetture religiose

#### Chiesa parrocchiale di Santa Maria Nascente
Edificata a metà del XV secolo per volere del nobile Zanino Meraviglia per meglio sopperire alle esigenze spirituali degli abitanti del borgo, venne ampliata alla fine dell'Ottocento. I Meraviglia, che vantavano per la chiesa di Vighignolo anche il diritto di nomina del rettore responsabile, beneficiarono della chiesa i frati francescani del convento milanese presso la chiesa di San Francesco Grande (oggi distrutta), in quanto tale convento si trovava vicino alla dimora milanese della famiglia. Furono sempre i Meraviglia ad ottenere dal 1460 la possibilità di includere il rettore della chiesa di Vighignolo da loro nominato nella confraternita sacerdotale retta dai canonici agostiniani dell'abbazia di San Pietro all'Olmo.
Un fatto curioso si verificò nel 1572, poco prima della visita pastorale di San Carlo Borromeo in paese: le continue gelosie tra rappresentanti degli ordini regolari e secolari che reggevano il territorio spinsero frate Marco da Crema, che già officiava nella chiesa di Vighignolo, a far nascere delle dicerie sul conto del prevosto di Cesano Boscone da cui l'abitato dipendeva per l'amministrazione spirituale, accusandolo di aver avuto una conversazione giudicata "sospetta" con una donna "alla Cassinazza". La questione giunse alle orecchie del delegato arcivescovile il quale, attraverso accurate indagini, annotò la smentita del prevosto e rilevò tutte le contraddizioni in cui era caduto il frate di Vighignolo raccontando la sua storia. Frate Marco da Crema venne invitato a tornare al suo convento, mentre ai nobili Meraviglia venne chiesto che iniziassero a prescegliere sacerdoti secolari per la cura d'anime di Vighignolo oltre a dotare la chiesa di arredi sacri di cui era carente.
La chiesa venne ampliata ed allungata nell'Ottocento dall'allora parroco Giovanni Comazzi che affidò il progetto all'ingegnere Tiberio Sironi. Al termine dei lavori, la chiesa venne solennemente riconsacrata il 13 settembre 1892 da monsignor Foscarini, canonico del Duomo di Milano.
All'interno della chiesa era conservato un pregevole pezzo di scultura in pietra a bassorilievo noto con il nome di "Trittico di Vighignolo", di origine quattrocentesca, raffigurante Cristo nel sepolcro tra le figure della Vergine Maria e di San Giovanni Battista. La scultura venne venduta alla fine del XIX secolo per raccogliere il denaro necessario ai restauri e venne acquistata successivamente dal Museo del Castello Sforzesco dove ancora oggi si può ammirare, nella medesima sala dove è conservata la Pietà Rondanini di Michelangelo Buonarroti. Attualmente presso la chiesa è conservata una copia della scultura.

#### Chiesa di San Sebastiano
Sin dalle origini dell'abitato, Vighignolo era dotato di una chiesa dedicata a San Sebastiano che già Goffredo da Bussero alla fine del Duecento indica essere di origine molto antica (forse longobarda). Essa ebbe funzione di chiesa parrocchiale e nel 1398 venne citata nel Notitia Cleri Mediolanensis: essa venne completamente riedificata a metà Quattrocento per merito di Zanino Meraviglia il quale, per comodità degli abitanti del luogo, provvide a realizzare anche la chiesa di Santa Maria Nascente che si trova oggi in centro al paese dal momento che la chiesa di San Sebastiano si trovava isolata nella campagna. In questo stesso periodo (1445) viene inoltre realizzata la prima pianta della chiesa che si presentava di forma rettangolare avente in fondo una cappella dove era situato l'altare maggiore, mentre l'ingresso era preceduto da un piccolo pronao.
La chiesa, dagli anni '50 del Novecento, è stata lasciata in stato di abbandono ed attualmente non è officiata. Attorno alla chiesa si può notare ancora oggi, come era antica tradizione, la presenza di un piccolo camposanto, che però nella versione attuale risale all'Ottocento.

### Architetture civili

#### Villa Airaghi
La villa, contraddistinta dalla caratteristica pianta con lo schema ad U, ha origini settecentesche. La struttura è posta in fondo ad un viale alberato prospettico che conferisce al complesso un aspetto interessante a livello stilistico. La facciata verso il giardino, semplice e lineare come prescrive lo stile neoclassico, è ingentilita da una copertura in ferro battuto stilisticamente lavorata che sovrasta la porta d'ingresso. Il parco, di 50.000 mq, è ingentilito dalla presenza di piante esotiche come cedri del Libano e dell'Himalaya.

### Cimitero
Il camposanto di Vighignolo venne eretto nella posizione attuale nell'ultimo quarto del XIX secolo dopo l'abbandono del precedente cimitero situato nei pressi dell'antica chiesa di San Sebastiano. Esso venne costruito a metà strada tra le frazioni di Vighignolo e Seguro così da poterle servire entrambe.
Di rilievo è la cappella presente ancora oggi al centro del cimitero che venne costruita alla fine dell'Ottocento in stile neoromanico.

## Società
Abitanti censiti